# Gries am Brenner
Gries am Brenner település Ausztriában, Tirolban az Innsbrucki járásban található. Területe 55,79 km², lakosainak száma 1 281 fő, népsűrűsége pedig 23 fő/km² (2014. január 1-jén). A település 1165 méteres tengerszint feletti magasságban helyezkedik el.
A település részei: 
- Planken,
- Untergries,
- Obergries,
- Ritten,
- Lueg,
- Brennersee,
- Venn,
- Brenner(pass),
- Neder,
- Plattl,
- Hölden,
- Vinaders,
- Au,
- Gasse,
- Egg és
- Nösslach.

## Fordítás
- Ez a szócikk részben vagy egészben  a   Gries am Brenner című angol Wikipédia-szócikk ezen változatának fordításán alapul.  Az eredeti cikk szerkesztőit annak laptörténete sorolja fel. Ez a jelzés csupán a megfogalmazás eredetét és a szerzői jogokat jelzi, nem szolgál a cikkben szereplő információk forrásmegjelöléseként.